# Fignana (Mali)
 (novembre 2017).
Si vous disposez d'ouvrages ou d'articles de référence ou si vous connaissez des sites web de qualité traitant du thème abordé ici, merci de compléter l'article en donnant les références utiles à sa vérifiabilité et en les liant à la section « Notes et références ».
Pour les articles homonymes, voir Fignana.
Fignana est un village situé à 7 km à l'ouest de la ville de Dioïla, région de Koulikoro, au Mali. Historique : Le village de Fignana a été fondé à la même époque que ceux de Dégnékoro, Dioila et Thion au seizième siècle. Quatre frères Marico ont quitté Manfessa (dans le cercle de Bougouni). Ils ont fui une fétiche <<le chapeau sacré>> puis se séparèrent par mésentente. Un s'installa à Dégnékoro, un autre à Thion, les deux autres à Fignana et Dioila. Son altitude est de 321 mètres[source insuffisante].